# Quilleco
Quilleco é uma comuna da província de Biobío, localizada na Região de Biobío, Chile. Possui uma área de 1 121,8 km² e uma população de 10 428 habitantes (2002).
A comuna limita-se: a nordeste com Tucapel e Antuco; a sudeste com Alto Biobío; a oeste com Los Ángeles.